# 希拉縣 (亞利桑那州)
希拉縣（英語：Gila County）是美国亞利桑那州中部的一個郡，面積12,421平方公里。根據2020年美國人口普查，本縣共有人口53,272人，縣治為格洛布。
部份阿帕奇堡印第安人保留地與聖卡洛斯阿帕奇印第安人保留地亦位於本縣內。

## 歷史

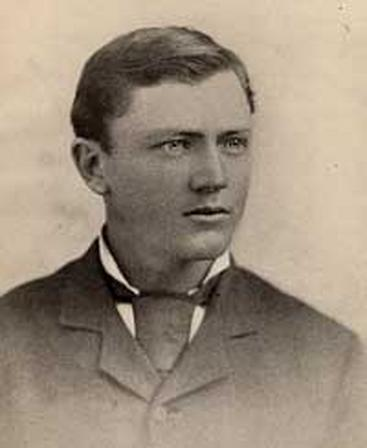
弗雷德里克·羅素·伯納姆

本縣成立於1881年2月8日，係自馬里科帕縣與皮納爾縣獨立。本縣係得名於希拉河。於1880年代，本縣爆發了一場稱為歡樂谷戰爭的畜牧家族衝突。此戰爭導致全部參與家族幾乎滅絕。此戰爭係由格雷厄姆領導的牧牛人與由圖克斯伯里家族領導的牧羊人於歡樂谷發起，史稱歡樂谷戰爭。期間，弗雷德里克·羅素·伯納姆加入了處於劣勢的一方，並殺掉了很多敵人。最後，他被一位賞金獵人殺死。另外，殺手湯姆·霍恩亦參與了這場戰爭。可是，他根本沒有參與任何一方，並僅殺掉了雙方數人而已。

## 地理
根據2000年人口普查，希拉縣的總面積為4,795.74平方英里（12,420.9平方），其中有4,767.70平方英里（12,348.3平方），即99.42%為陸地；28.03平方英里（72.6平方），即0.58%為水域。本縣既是亞利桑那州面積第11大的縣份，亦是美國面積第71大的縣份。

### 毗鄰縣
因為希拉縣位於亞利桑那州中部，因此所有毗鄰縣皆為亞利桑那州的縣份。
- 亞瓦派縣：西北方
- 馬里科帕縣：西方
- 皮納爾縣：南方
- 葛蘭姆縣：東南方
- 納瓦霍縣：東方
- 可可尼諾縣：北方

### 國家保護區
- 科科尼诺国家森林（部分）
- 通托国家森林（部分）
- 通托国家纪念区（英语：Tonto National Monument）

## 人口
| 调查年              | 人口   | 备注 | %±     |
| ------------------- | ------ | ---- | ------ |
| 1890                | 2,021  |      | —      |
| 1900                | 4,973  |      | 146.1% |
| 1910                | 16,348 |      | 228.7% |
| 1920                | 25,678 |      | 57.1%  |
| 1930                | 31,016 |      | 20.8%  |
| 1940                | 23,867 |      | −23.0% |
| 1950                | 24,158 |      | 1.2%   |
| 1960                | 25,745 |      | 6.6%   |
| 1970                | 29,255 |      | 13.6%  |
| 1980                | 37,080 |      | 26.7%  |
| 1990                | 40,216 |      | 8.5%   |
| 2000                | 51,335 |      | 27.6%  |
| 2010                | 53,597 |      | 4.4%   |
| 2011年估计          | 53,144 |      | −0.8%  |
| [ 9 ] [ 10 ] [ 11 ] |        |      |        |

### 2010年
根據2010年人口普查，希拉縣擁有53,597居民。而人口是由76.8%白人、0.4%非裔、14.8%原住民、0.5%亞裔、
0.1%太平洋岛民、5.4%其他種族和2%混血构成。而西裔或拉美裔佔了人口17.9%。

### 2000年
根據2000年人口普查，希拉縣擁有51,335居民、20,140住戶和14,098家庭。其人口密度為每平方英里11居民（每平方公里4居民）。本縣擁有28,189間房屋单位，其密度為每平方英里6間（每平方公里2間）。而人口是由77.82%白人、0.38%非裔、12.92%原住民、0.43%亞裔、0.05%太平洋岛民、6.59%其他種族和1.80%混血构成。而西裔或拉美裔佔了人口16.65%。9.84%人口的母語為西班牙语和6.29%為西阿帕契語。
在12,207住户中，有26.3%擁有一個或以上的兒童（18歲以下）、55.1%為夫妻、10.8%為單親家庭、30%為非家庭、25.8%為獨居、12.3%住戶有同居長者。平均每戶有2.5人，而平均每個家庭則有2.99人。在51,335居民中，有25.1%為18歲以下、6.4%為18至24歲、22.3%為25至44歲、26.4%為45至64歲以及19.8%為65歲以上。人口的年齡中位數為42歲，女子對男子的性別比為100：96.8。成年人的性別比則為100：94.2。
本县的住戶收入中位數為$30,917，而家庭收入中位數則為$36,593。男性的收入中位數為$31,579，而女性的收入中位數則為$22,315，人均收入為$16,315。約12.6%家庭和17.4%人口在貧窮線以下，包括25.9%兒童（18歲以下）及7.9%長者（65歲以上）。